# Alessandro Molon
Alessandro Lucciola Molon (Belo Horizonte, 28 de outubro de 1971) é um político, professor e radialista brasileiro filiado ao Partido Socialista Brasileiro (PSB). Seu primeiro cargo eleitivo foi como deputado estadual por oito anos na Assembleia Legislativa do Estado do Rio de Janeiro, onde ficou conhecido por sua defesa dos direitos humanos e pela fiscalização do Executivo e das ações da própria casa legislativa. Em seu primeiro mandato como deputado federal, foi o relator e principal articulador da aprovação do Marco Civil da Internet. Em 2015 tomou posse de seu segundo mandato na Câmara dos Deputados. No terceiro mandato, foi líder da oposição na Câmara dos Deputados durante o segundo biênio do governo Bolsonaro.
Eleito deputado estadual em 2002 e 2006, e deputado federal em 2010, 2014 e 2018, Molon concorreu ao Senado Federal pelo PSB nas eleições de 2022, sendo derrotado por Romário.

## Biografia
Alessandro Molon tem graduação e mestrado em história pela Universidade Federal Fluminense (UFF) e graduação em direito pela Pontifícia Universidade Católica do Rio de Janeiro (PUC-RJ), onde leciona. Também já deu aulas em escolas públicas e privadas da capital fluminense. Durante parte da década de 1990, Molon gravou programas na rádio Catedral FM, voltada para o público católico, o que o tornou relativamente conhecido neste segmento.
No ano de 2021, aos 49 anos, Molon concluiu curso de doutorado em direito público pela Universidade do Estado do Rio de Janeiro (UERJ), sob a orientação do ministro do Supremo Tribunal Federal Luís Roberto Barroso.

## Carreira política
Em 2000, foi candidato a vereador do Rio de Janeiro pelo PT, não conseguindo se eleger. Em 2002, foi eleito pela primeira vez para um mandato como deputado estadual. Opositor do governo de Rosinha Garotinho e membro das comissões de direitos humanos, foi retirado da presidência desta última comissão por ordem da governadora. Participou ainda das investigações do Escândalo do Propinoduto, e apresentou projeto de lei instituindo no Rio de Janeiro o Programa de Proteção a Crianças e Adolescentes Ameaçados de Morte. Foi reeleito em 2006 com a maior votação entre todos os candidatos a deputado estadual do PT naquele ano: 85.798 votos.
Em seu segundo mandato, voltou a ser presidente da Comissão de Direitos Humanos, investigando denúncias de arbitrariedades em ações policiais, como a do Complexo do Alemão. Foi também autor do projeto de lei que modifica a lei estadual 4.863/06 que faculta o recebimento de mensagens promocionais aos clientes das operadoras de telefonia celular. Sua emenda refere-se a proibição de mensagens de cunho preconceituoso, ofensivo e que ferem a dignidade humana.

### Candidatura à prefeitura do Rio de Janeiro em 2008

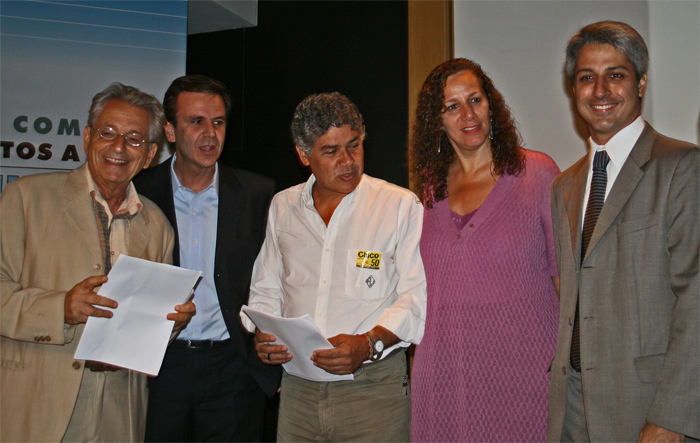
Debate entre os candidatos à Prefeitura do Rio de Janeiro em 2008

Em 2007 lançou-se pré-candidato a prefeito da cidade do Rio de Janeiro, disputando a indicação com Vladimir Palmeira, Édson Santos e Benedita da Silva. Durante a disputa, Édson foi indicado para a SEPPIR e Benedita desistiu cerca de um mês antes das prévias, onde Molon derrotou Vladimir por 68,5% dos votos.
Candidato à prefeitura do Rio de Janeiro pelo PT, havia recebido o apoio do governador Sérgio Cabral e do PMDB antes mesmo de vencer as prévias petistas. Tal fato causou alguma polêmica, pois devido a isso passaria também a ser apoiado por Jorge Picciani, presidente da ALERJ, possivelmente seu maior adversário político. Após o pré-acordo com os peemedebistas, o vice em sua chapa seria Regis Fichtner, aliado de Picciani. Posteriormente, numa reviravolta política, a aliança foi desfeita devido ao PT não ter atendido aos pré-requisitos de Picciani, o que fez com que este e Sérgio Cabral abandonassem a chapa, lançando a candidatura de Eduardo Paes.
Na convenção que homologou sua candidatura, houve um incidente envolvendo simpatizantes seus e do deputado Jorge Babu, de quem Molon já defendeu a expulsão do partido. Em agosto de 2008, participou das investigações contra o deputado Álvaro Lins, votando contra a sua libertação e defendendo abertamente a sua cassação.
Molon disputou a Prefeitura do Rio de Janeiro, obtendo na votação de outubro pouco mais de 4% dos votos válidos, terminando a eleição em 5º lugar, atrás de Eduardo Paes, Gabeira, Crivella e Jandira Feghali, porém à frente da candidata da situação, Solange Amaral. A campanha de Molon enfrentou diversas dificuldades, como a falta de apoio exclusivo do presidente Lula, que chegou a defender as candidaturas de Crivella e Jandira, membros de partidos da base aliada (embora tenha sido impedido judicialmente de aparecer nos programas destes).
Além disso, o PT liberou pouca verba para a campanha de Molon, e usou o horário eleitoral na TV mais para divulgar o partido do que o próprio candidato em si. Muitos petistas também abandonaram a campanha de Molon logo no primeiro turno, em face à sua dificuldade em subir nas pesquisas.
No segundo turno, após a cúpula do PT fluminense reunir-se em torno da candidatura de Eduardo Paes, Molon não compareceu aos eventos da campanha do candidato do PMDB, não declarando publicamente apoio a nenhum dos dois candidatos. Após a eleição, porém, declarou que votou no candidato derrotado, Fernando Gabeira.

### Oposição na ALERJ
Em janeiro de 2009, novamente se opôs à reeleição de Picciani para a presidência da ALERJ, sendo um dos dois votos contrários (o outro voto contrário foi de Marcelo Freixo).

### Eleição como deputado federal

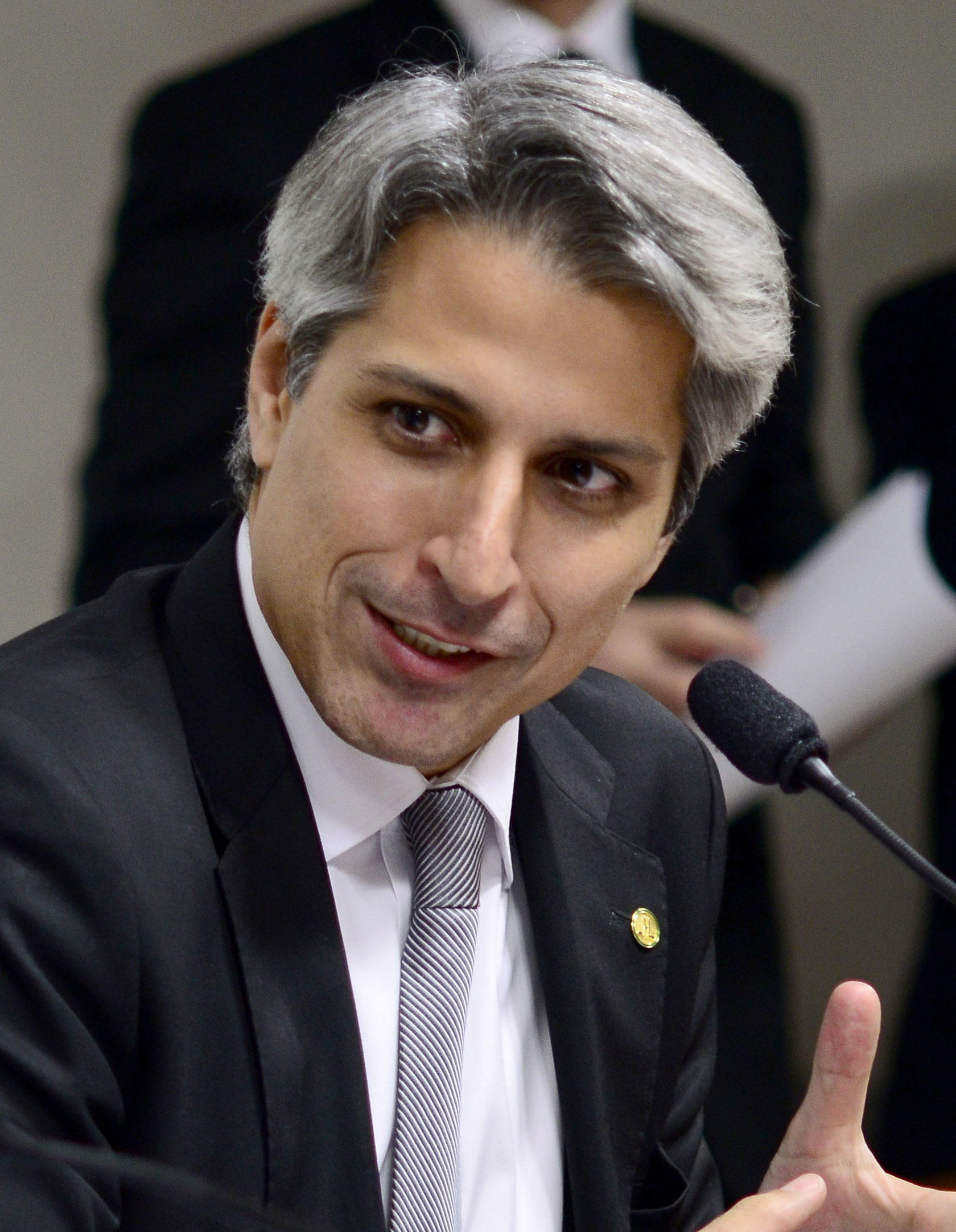
Molon na Câmara dos Deputados em 2011

Em outubro de 2010 foi eleito deputado federal com 130 mil votos, tornando-se o candidato do PT com a maior votação no Estado do Rio de Janeiro. Seu primeiro mandato na Câmara foi marcado pela aprovação da Lei do Marco Civil da Internet, a defesa dos royalties do petróleo do Rio de Janeiro, a luta contra o trabalho escravo e a garantia do acesso de todos à Justiça, por meio do fortalecimento da Defensoria Pública.
Em 2014, Molon foi reeleito deputado federal com 87.003 votos, sendo o mais votado de sua coligação (PT, PCdoB, PSB) no Rio de Janeiro.
No PT, Alessandro Molon ficou conhecido por fazer várias críticas ao ex-presidente da Câmara Eduardo Cunha.

### Saída do PT e trajetória na Rede Sustentabilidade
No dia 24 de setembro de 2015, Molon se filiou à Rede Sustentabilidade (REDE). após deixar o Partido dos Trabalhadores (PT). Ao entrar na REDE foi o segundo deputado federal a pertencer ao partido, após Miro Teixeira. Foi escolhido como o primeiro líder da bancada da REDE na Câmara dos Deputados.
Em 17 de abril de 2016, Alessandro Molon votou contra a abertura do processo de impeachment de Dilma Rousseff.
No fim de 2016, se posicionou contrário à anistia ao caixa 2, tendo um amplo apoio da sociedade civil na luta contra impunidade.

### Candidatura à prefeitura do Rio de Janeiro em 2016
Molon voltou a disputar a prefeitura do Rio de Janeiro em 2016, porém novamente ficou fora do segundo turno. Desta vez, foi candidato pela REDE e ficou apenas em oitavo lugar, obtendo apenas 43.426 votos que representaram 1,43% dos votos válidos. No segundo turno, declarou apoio ao candidato Marcelo Freixo do PSOL.
Reeleição em 2018
Em fevereiro de 2018, Alessandro Molon anunciou sua saída da REDE para filiar-se ao PSB.
Molon disputou a sua reeleição à deputado federal pelo PSB. Foi reeleito como o terceiro candidato mais votado no estado do Rio de Janeiro, com 227.914 votos.
Em 2019, foi indicado para liderar a oposição ao governo Bolsonaro na Câmara, pelo PSB, PT, PSOL e REDE.

### Candidatura ao Senado em 2022

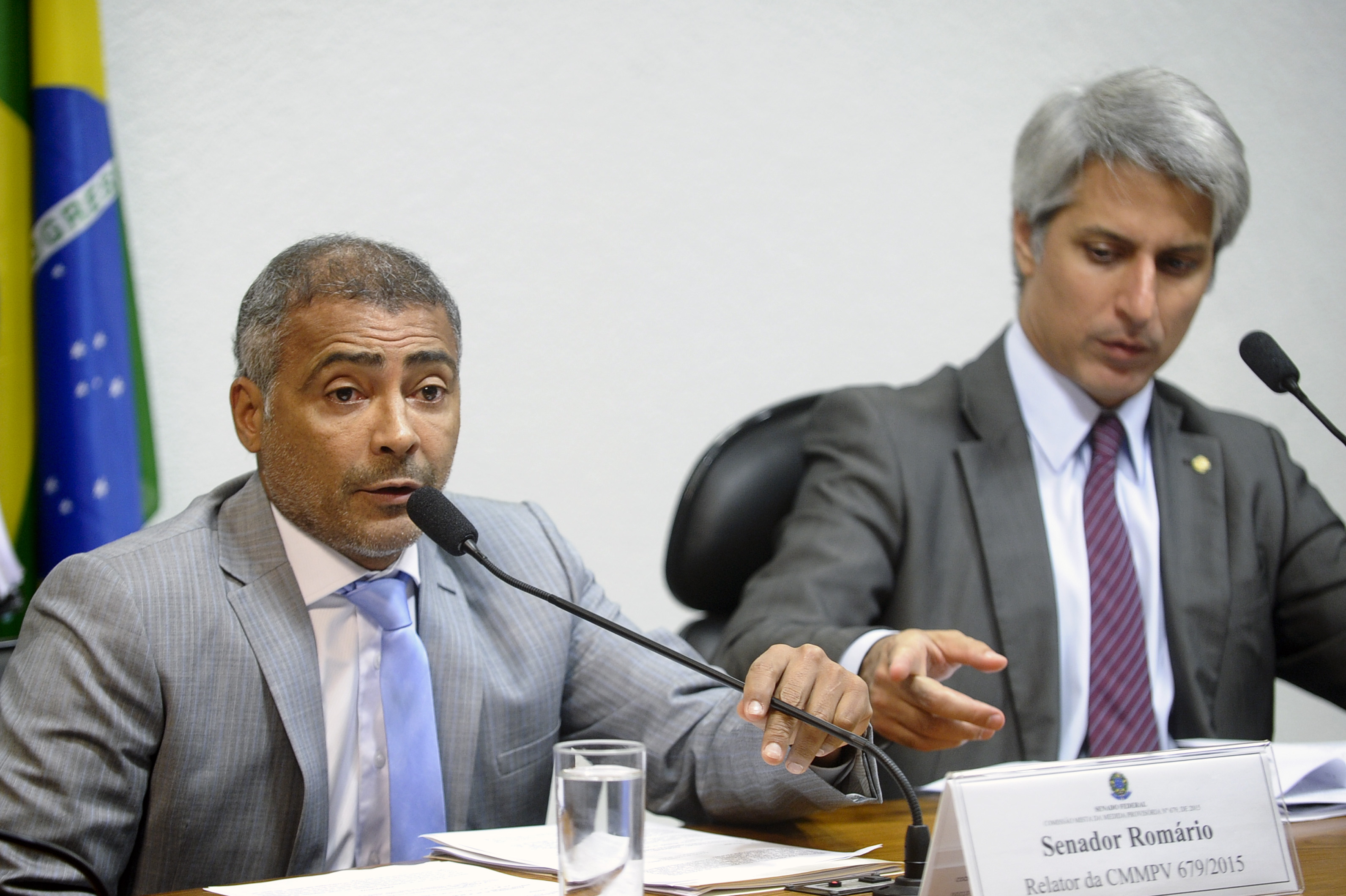
Romário e Molon foram adversários na disputa pela vaga ao Senado Federal nas eleições de 2022

Molon foi confirmado como candidato ao Senado Federal pelo PSB nas eleições de 2022 na convenção estadual do partido, apoiando as candidaturas de Marcelo Freixo ao governo estadual e de Luiz Inácio Lula da Silva à presidência da República. Ele recebeu o apoio de REDE, PSOL e Cidadania.
Criticado por membros do PT, que alegam o descumprimento de um acordo entre os partidos para que o petista André Ceciliano, presidente da ALERJ, fosse o candidato da coligação ao Senado, e também por ter deixado o partido no auge da Operação Lava Jato; Molon afirmou que nunca fez ou esteve envolvido em algum acordo para ceder sua candidatura ao Senado, e que a esquerda não deveria aceitar conciliações ou ambiguidades com o bolsonarismo, em referência à proximidade de Ceciliano com o governador Cláudio Castro e outros políticos bolsonaristas. Os defensores da candidatura de Alessandro Molon também argumentaram que ele era o candidato da esquerda melhor colocado nas pesquisas eleitorais, estando mais próximo de alcançar Romário, candidato à reeleição pelo PL. Molon recebeu apoio de artistas e influenciadores, enquanto Ceciliano buscou alianças políticas no interior do estado. Ambos seguiram suas campanhas separadamente, apoiando Freixo e Lula.
Molon recebeu 1.731.786 votos (21,2% dos válidos) e ficou em segundo lugar na eleição, perdendo a disputa para Romário, que foi reeleito com 2.384.331 votos (29,19% dos válidos).

## Desempenho eleitoral
| Ano  | Eleição                     | Partido | Cargo             | Votos     | %      | Resultado  | Ref    |
| ---- | --------------------------- | ------- | ----------------- | --------- | ------ | ---------- | ------ |
| 2002 | Estaduais no Rio de Janeiro | PT      | Deputado Estadual | 52.049    | 0,64%  | Eleito     | [ 57 ] |
| 2006 | Estaduais no Rio de Janeiro | PT      | Deputado Estadual | 85.798    | 1,05%  | Eleito     | [ 58 ] |
| 2008 | Municipal do Rio de Janeiro | PT      | Prefeito          | 162.926   | 4,97%  | Não eleito | [ 59 ] |
| 2010 | Estaduais no Rio de Janeiro | PT      | Deputado Federal  | 129.515   | 1,74%  | Eleito     | [ 60 ] |
| 2014 | Estaduais no Rio de Janeiro | PT      | Deputado Federal  | 87.003    | 1,14%  | Eleito     | [ 61 ] |
| 2016 | Municipal do Rio de Janeiro | REDE    | Prefeito          | 43.426    | 1,43%  | Não eleito | [ 62 ] |
| 2018 | Estaduais no Rio de Janeiro | PSB     | Deputado Federal  | 227.914   | 2,95%  | Eleito     | [ 63 ] |
| 2022 | Estaduais no Rio de Janeiro | PSB     | Senador           | 1.731.786 | 21,20% | Não eleito | [ 64 ] |